# Zygmunt Gryczyński

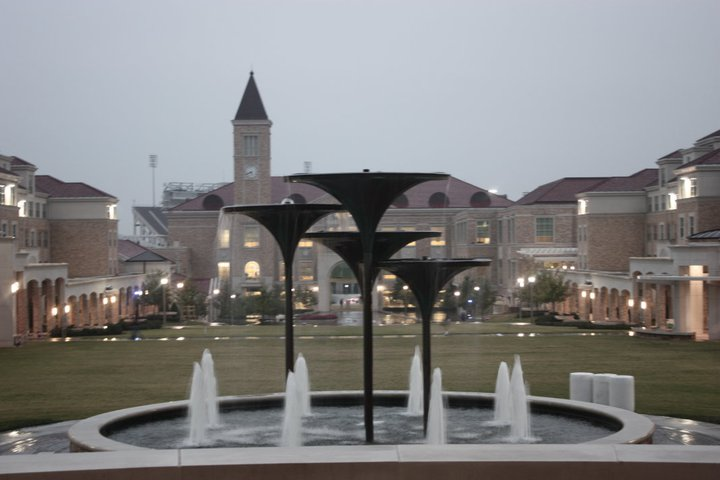
Texas Christian University

Zygmunt (Karol) Gryczyński (ur. 1958) – fizyk, profesor Texas Christian University.

## Życiorys
Był uczestnikiem olimpiady fizycznej w 1976 roku I i II st. w Szczecinie. Ukończył w roku 1977 łobeskie liceum i tutaj zdał maturę. Studiował na Uniwersytecie Gdańskim, gdzie uzyskał w roku 1982 tytuł magistra fizyki, a w roku 1987 tytuł doktor filozofii, spektroskopii. Członek Polskiego Towarzystwa Biofizycznego.

## Praca zawodowa
Pozycja zawodowa i zatrudnienie:
- Asystent, Instytut Fizyki, Akademia Pedagogiczna w Słupsku.
- Asystent, Instytut Fizyki Doświadczalnej, Uniwersytet Gdański.
- Adiunkt, Instytut Fizyki, Uniwersytet Pedagogiczny w Słupsku.
- Badania Associate, Department of Biological Chemistry, University of Maryland w Baltimore.
- Badania adiunkt, Zakład Chemii Biologicznej i Molecular Biology, University of Maryland w Baltimore.
- Profesor nadzwyczajny, Wydział Chemii Biologicznej i Molekularnej Biology, University of Maryland w Baltimore.
- Profesor, Wydział Biologii Molekularnej i Immunologii Uniwersytetu North Texas, Health Science Center, Fort Worth, Teksas.
- Adiunkt, Wydział Fizyki – Astronomia, Texas Christian University Fort Worth, Teksas.
- „Tex” Moncrief Chair Jr, profesor, Wydział Fizyki i Astronomii, Texas Christian University, Fort Worth, Teksas.

## Publikacje
- Single Molecule Spectroscopy and Superresolution Imaging V (Proceedings of SPIE Volume: 8228) Editor(s): Jorg Enderlein; Zygmunt K. Gryczynski; Rainer Erdmann; Felix Koberling; Ingo Gregor, February 2012. ISBN 978-0-8194-8871-8.
- Molecular organization of polyene Antibiotic Amphotericin B Studied by Means of Fluorescence Technique. W. Gruszecki, R. Luchowski, P. Wasko, Z. Gryczynski, and I. Gryczynski. s. 67–84. Spectroscopic Methods of Analysis (W. M. Bujalowski Editor). Springer New York 2012.
- Metal Enhanced Immunoassays. I. Gryczynski, R. Luchowski, E.G. Matveeva, T. Shtoyko, p. Sarkar, j. Borejdo, I. Akopova, and Z. Gryczynski. s. 217–230. Spectroscopic Methods of Analysis (W. M. Bujalowski Editor). Springer New York 2012.
- Photosynthetic Antenna Complex LHCII Studied with Novel Fluorescence Techniques. W. Gruszecki, R. Luchowski, W. Grudzinski, Z. Gryczynski, and I. Gryczynski. s. 263–270. Spectroscopic Methods of Analysis (W. M. Bujalowski Editor). Springer New York 2012.
- Single Molecule Detection Approach to Muscle Study: Kinetics of Single Cross-Bridge During Contraction of Muscle. J. Borejdo, D. Szczesna-Cordary, P. Muthu, R. Luchowski, Z. Gryczynski, and I. Gryczynski. s. 311–334. Spectroscopic Methods of Analysis (W. M. Bujalowski Editor). Springer New York 2012.
- Nonlinear Curve-Fitting Methods for Time-Resolved Data Analysis. Chapter 12. I. Gryczynski, R. Luchowski, S. Bharill, J. Borejdo, and Z. Gryczynski. FLIM Microscopy in Biology and Medicine (Hardcover) by Ammasi Periasamy (Editor), Robert M. Clegg (Editor) (2009)
- Fluorescence Applications in Biotechnology and the Life Sciences by Ewa M. Goldys (Editor). Chapter 16. E. G. Matveeva, I. Gryczynski, Z. Gryczynski, E. M. Goldys. Fluorescence immunochemical detection of analytes. (2009).
- Surface Plasmon Coupled Emission – Novel Technology for Studying Thin Layers of BioMolecular Assemblies. Gryczynski, Z., E. G. Matveeva, N. Calander, J. Zhang, J. R. Lakowicz, and I. Gryczynsk. In: Surface plasmon Nanophotonics edition M.L. Brongersma and P.G. Kik. 2007 Springer, s. 247–265.
- Basic of Fluorescence and FRET. Gryczynski, Z., I. Gryczynski and J.R. Lakowicz. In Molecular Imaging. FRET Microscopy and Spectroscopy (A. Periasami and R. N. Day Eds.). Oxford University Press. 2005, s. 21–56.
- Surface plasmon-coupled emission: A new method for sensitive fluorescence detection. Gryczynski I., Malicka J., Gryczynski Z., Lakowicz J.R., (2005) in Topics in Fluorescence, Vol. 8, Metal-Enhanced Fluorescence, Lakowicz J.R. and Geddes C.D. (Eds), Kluwer Academic/Plenum Publishers.
- Surface-plasmon-coupled emission: New technology for studying molecular processes. Gryczynski Z., Gryczynski I., Matveeva E., Malicka J., Nowaczyk K., Lakowicz J.R., in Cytometry: New Developments (Methods in Cell Biology, Vol. 75) 4th edition, Darzynkiewicz Z., Roederer M. and Tanke H.J. (Eds), Academic Press, 2004, s. 73–104
- DNA arrays for genetic analyses and medical diagnosis. D’Auria S., Rossi M., Malicka J., Gryczynski Z., Gryczynski I, in Topics in Fluorescence, Vol. 7, Fluorescence and DNA, Lakowicz J.R. (Ed.), Kluwer Academic/Plenum Publisher, New York 2003, s. 213–237.
- Fluorescence-Sensing Methods. Gryczynski, Z., Gryczynski I., and Lakowicz, J.R. Meth. of Enzymology. 2003, Vol. 360. 41–75
- Fluorescence spectral engineering – Biophysical and biomedical applications. Lakowicz J.R., Gryczynski I., Shen Y., Malicka J., D’Auria S., Gryczynski Z., in Fluorescence Spectroscopy Imaging and Probes, Kraayenhof (Ed.), Springer Verlag, 2002, s. 43–68.
- Fluorescence of Myoglobin and Hemoglobin. Gryczynski, Z., J. Lubkowski and E. Bucci. Meth. of Enzymology. Vol. 78, (1997), 538–569.